# هاري باث
هاري باث (بالإنجليزية: Harry Bath)‏ هو لاعب دوري الرغبي أسترالي، ولد في 28 نوفمبر 1924 في بريزبان في أستراليا، وتوفي في 4 أكتوبر 2008 في Cronulla, New South Wales ‏ في أستراليا.